# Magnus Chase – Das Schwert des Sommers
Magnus Chase – Das Schwert des Sommers (engl. Original: Magnus Chase and the Gods of Asgard, Book 1: The Sword of Summer) ist der erste Teil der Fantasyroman-Trilogie Magnus Chase von Rick Riordan. Die Geschichte basiert auf nordischer Mythologie. Sie erschien auf Englisch am 6. Oktober 2015 im Disney Hyperion Verlag und am 26. Juli 2016 auf Deutsch im Carlsen Verlag, übersetzt von Gabriele Haefs.

## Handlung
Das Buch beginnt mit dem 16. Geburtstag des Protagonisten Magnus Chase, der nach dem Tod seiner Mutter seit zwei Jahren in Boston auf der Straße lebt. Nachdem Magnus erfahren hat, dass sein Onkel Randolph seine Cousine Annabeth und ihren Vater Frederick auf die Suche nach ihm geschickt hat, bricht er in Randolphs Villa ein, um Antworten zu finden. Randolph fängt Magnus ab und fährt mit ihm zur Longfellow Bridge. Er behauptet, dass Magnus ein Sohn eines germanischen Gottes wäre, was ihn zum Ziel eines magischen Feindes mache. Er sagt ihm außerdem, dass er ein altes Schwert, Sumarbrander oder auch das Schwert des Sommers, das im Hafen von Boston liegt, auf magische Weise zurückholen muss, um sich vor diesem Feind zu schützen. Dann erscheint ein Feuerriese namens Surt, der anfängt die Brücke zu zerstören, und Magnus zieht aus dem Hafen das Schwert. Er greift damit Surt an, da er hofft, dass so Fußgänger entkommen können. Dann schafft er es den Riesen zu verwunden und beide von der Brücke fallen zu lassen. Beim Aufprall auf die Wasseroberfläche stirbt er.
Magnus kommt an einen Ort namens Hotel Wallhalla als Einherjer, wo ihm gesagt wird, dass er dort ein Training für immer verbringen wird. Er wird der Walküre Sam, die ihn nach Wallhalla brachte, vorgestellt. Während des allabendlichen Festmahls sagen die drei Nornen, dass er ein Sohn des Frey sei und sprechen außerdem eine verwirrende Prophezeiung aus. Zudem wird Sam verbannt, da sie Magnus anscheinend falsch ausgewählt hat, da er bei seinem Tod nicht seine Waffe in der Hand hatte. In der Nacht kommen seine Freunde Blitz und Hearth herein und enthüllen, dass sie in Wirklichkeit ein Zwerg und ein Elf sind. Sie überzeugen ihn, mit ihnen das Hotel zu verlassen. Dem Trio schließt sich Sam an. Sie treffen den Gott Mimir, der auch der Herr von Hearth und Blitzen ist. Dieser gibt ihnen den Auftrag, das Schwert des Sommers vor Surt zu finden und auf die Insel des Fenriswolfs zu bringen. Sie finden das Schwert bei der Göttin Ran, die es in ihrem Netz hat. Mit List schaffen sie es, es ihr abzunehmen. Danach reisen sie nach Nidawellir, um neue Fesseln für den Fenriswolf zu kaufen, da Gleipnir nicht mehr gut hielt. Durch einen Schmiedewettkampf gewinnen sie diese neuen Fesseln. Nachdem Magnus und Thor in Jotunheim neue magische Kräfte entdeckt haben, gehen sie auf die Insel des Fenriswolfs. Dort kämpfen sie gegen Surt und den Fenriswolf, den sie erfolgreich wieder anbinden.
Nach dem Kampf offenbart ihr Mitbewohner X sich als Odin, der Magnus ein Leben nach dem Tod anbietet. Magnus aber lehnt das Angebot dankend ab.

## Hauptfiguren

### Auf Magnus’ Seite
- Magnus Chase: 16-jähriger Sohn des Frey
- X: Halbtroll, offenbart sich als Odin
- Samirah „Sam“ al-Abbas: muslimische Walküre
- Hearthstone „Hearth“: gehörloser Elf
- Blitzen: Zwerg, Sohn der Freya
- Thor: Gott, hat seinen Hammer verloren
- Jack/Sumarbrander: sprechendes Schwert von Magnus

### Nicht auf Magnus’ Seite
- Loki: Gott
- Surt: Feuerriese
- Fenriswolf: Sohn des Loki

## Hintergrund
Die Bestplatzierung von Magnus Chase – Das Schwert des Sommers in den Spiegel-Bestsellerlisten in der Kategorie Jugendromane war der dritte Platz.

## Ausgaben
- Original-Ausgabe (USA): Rick Riordan: Magnus Chase and the Gods of Asgard: The sword of summer. Los Angeles 2015, ISBN 978-1-4231-6091-5.
- Deutsche Ausgabe: Rick Riordan: Magnus Chase – Das Schwert des Sommers. Carlsen Verlag, Hamburg 2016, ISBN 978-3-551-55668-4.

Hörbücher
- Original-Ausgabe: Magnus Chase and the Sword of Summer, gelesen von Christopher Guetig, Penguin Random House 2015, ISBN 978-1-101-91698-8
- Deutsche Ausgabe: Magnus Chase – Das Schwert des Sommers, gelesen von Nicolás Artajo, Silberfisch 2016, ISBN 978-3-86742-285-7

## Einzelnachweis
1. ↑  buchreport. Abgerufen am 23. September 2020.